# Триптих (фільм)
«Триптих» — радянський художній фільм 1979 року, знятий режисером Алі Хамраєвим на кіностудії «Узбекфільм».

## Сюжет
Фільм-спогад старого вчителя про життя узбецького села в перші повоєнні роки, про ті зміни, що відбулися в побуті та становищі жінок. Героїні фільму — організатор та керівник швейного комбінату Халіма та співробітниця райвиконкому Санобар.

## У ролях
- Ділором Камбарова — Халіма
- Гульча Ташбаєва — Санобар
- Шавкат Абдусаламов — вчитель
- Зухра Абдурахманова — стара
- Хікмат Латипов — старий
- Саїдмурад Зіяутдінов — чоловік Халіми
- Байтен Омаров — голова
- Анвара Алімова — мати Халіми
- З. Агішева — мати Санобар
- Марат Рахматов — Мірза
- Абдугані Саїдов — солдат
- Хікмат Гулямов — епізод
- Ш. Мавлянов — епізод
- Лейлі Хамраєва — епізод
- Т. Ібрагімова — епізод
- Іскандер Ташмухамедов — епізод
- А. Джураєв — епізод
- Г. Ахмедов — епізод
- З. Зіяутдінова — епізод
- А. Мухамедов — епізод
- Давлят Хамраєв — фотограф
- А. Атакулов — епізод

## Знімальна група
- Режисер — Алі Хамраєв
- Сценарист — Роза Хуснутдінова
- Оператор — Юрій Клименко
- Композитор — Руміль Вільданов
- Художник — Шавкат Абдусаламов